# Micropoecilia
Micropoecilia es un género de peces actinopeterigios de agua dulce, distribuidos por ríos de América del Sur.

## Especies
Existen cuatro especies reconocidas en este género:
- Micropoecilia bifurca (Eigenmann, 1909)
- Micropoecilia branneri (Eigenmann, 1894)
- Micropoecilia minima (Costa y Sarraf, 1997)
- Micropoecilia picta (Regan, 1913)